# بخش دیاتکوفسکی
بخش دیاتکوفسکی (به لاتین: Dyatkovsky District) یک منطقهٔ مسکونی در روسیه است که در استان بریانسک واقع شده‌است.